# Konstantin Anastasiades Philites
Konstantin Anastasiades Philites, auch Filiti (* 18. Jahrhundert in Epirus, Griechenland; † 1834 in Bukarest) war ein Siebenbürger Arzt.

## Leben
Konstantin Anastasiades Philites war als Arzt in Bukarest und in Kronstadt in Siebenbürgen tätig. Sein Vater stammte aus Epirus in Griechenland. Konstantin Anastasiades Philites studierte Medizin in Leipzig und Halle. Da die Universität Halle unter französischer Besatzung vom Oktober 1806 bis Mai 1808 geschlossen war, legte Philites seine Prüfungen in Leipzig ab und promovierte dort zum Doktor der Medizin. Die Dissertation trug den Titel „De decremento altera hominum aetatis periodo seu de marasmo senili in specie“ und wurde 1808 in Halle publiziert. Die Arbeit erschien 1809 auch in dem von Johann Christian Reil und Johann Heinrich Ferdinand Autenrieth herausgegebenen „Archiv für die Physiologie.“
Nach Angaben eines seiner Nachkommen war Philites nicht nur Mitglied der „Leopoldina“, sondern gehörte auch der Mineralogischen Societät in Jena an.

## Werk
- „De decremento altera hominum aetatis periodo seu de marasmo senili in specie“ (Dissertation 1808)